# エベヌス属
エベヌス属（学名:Ebenus）は、マメ科の被子植物である。多年生および小低木である。アジア中央部から地中海東部原産である。崖や岩場に生息する。暖かく日当りの良い土壌で成長する。葉は、三出複葉または羽状で細かい絹状のものもある。花は、ピンクあるいはムラサキ色で、果実には1個あるいは2個の種子がある。

## 種
Ebenus cretica L.
クレタ島原産で、常緑性低木の被子植物である。葉は、三出複葉である。絹状の毛が生えた穂状花状でピンク色の花を咲かせる。

## カキノキ科との関連
カキノキ科の学名（Ebenaceae）は、オットー・クンツェによって発表されたエベヌス属 (Ebenus) をタイプ属として、1891年にロバート・ルイ・アウグスト・マクシミリアン・ゲインズにより発表された。しかし、この属名は1753年にリンネによりマメ科の植物に命名されていたため、Ebenusは、カキノキ科に属する属名として採用されず、カキノキ科のEbenusに属した植物は、Diospyrosとなった。そのため、本来なら科名も Diospyraceae であるが、混乱を防ぐために、ゲインズによって命名された Ebenaceae は、保存名として現在も使われている。

## 参考書籍
- トニー ロード『フローラ - Gardening』 1巻、井口 智子, 大槻 真一郎（初版）、産調出版、2005年7月。ISBN 978-4882824053。